# Lauriane Rougeau
 (décembre 2023).
Si vous disposez d'ouvrages ou d'articles de référence ou si vous connaissez des sites web de qualité traitant du thème abordé ici, merci de compléter l'article en donnant les références utiles à sa vérifiabilité et en les liant à la section « Notes et références ».
Lauriane Rougeau (née le 12 avril 1990 à Pointe-Claire, dans la province de Québec) est une joueuse canadienne de hockey sur glace qui évolue dans la ligue élite féminine en tant que défenseure.
Elle a remporté deux titres olympiques, une médaille d'or aux Jeux olympiques de Sotchi en 2014 et une Médaille d'argent aux Jeux olympiques de Pyeongchang en 2018. Elle a également représenté le Canada dans cinq championnats du monde, remportant quatre médailles d'argent et une médaille d'or.
Elle fait partie de l'effectif qui remporte la Coupe Clarkson avec les Stars de Montréal en 2009.

## Biographie
À la suite de la fermeture de la LCHF en 2019, elle joue des matchs en 2020 et 2021 avec la Professional Women's Hockey Players Association (PWHPA), organisation ayant pour but de former une ligue professionnelle féminine mais dont la progression a été ralentie par la pandémie de Covid-19 .
En octobre 2024, Lauriane Rougeau annonce sa retraite sportive pour se consacrer à un poste de gestion au sein du club des Sceptres de Toronto dans lequel elle a joué la saison précédente,.

## Statistiques

### En club

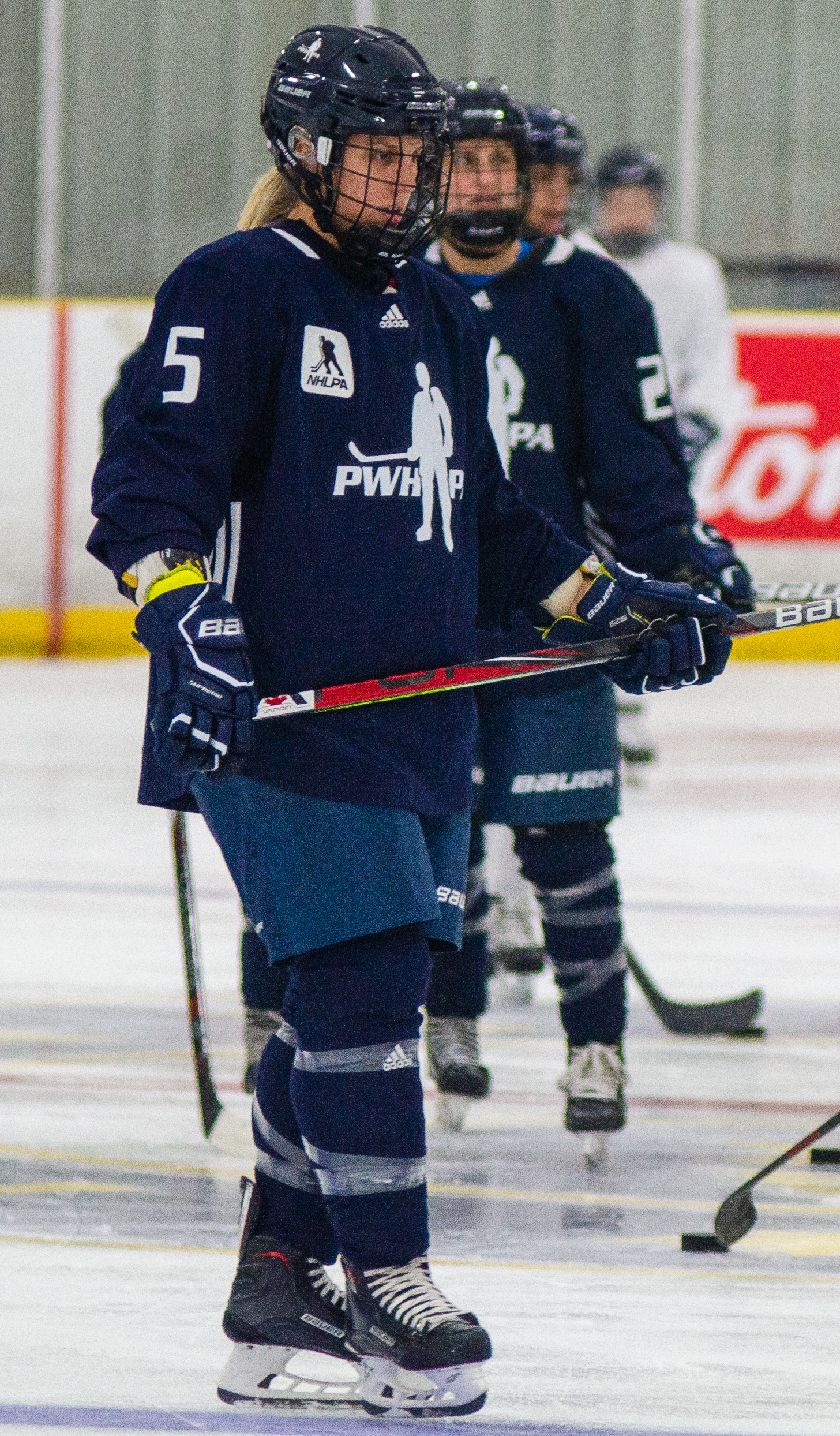
Rougeau en 2019 avec la PWHPA.

| Saison      | Équipe                  | Ligue        |     | Saison régulière | Saison régulière | Saison régulière | Saison régulière | Saison régulière |   | Séries éliminatoires | Séries éliminatoires | Séries éliminatoires | Séries éliminatoires | Séries éliminatoires |
| Saison      | Équipe                  | Ligue        | PJ  | B                | A                | Pts              | Pun              | PJ               | B | A                    | Pts                  | Pun                  |                      |                      |
| 2007-2008   | Stars de Montréal       | LCHF         | 6   | 2                | 2                | 4                | 10               | 1                | 0 | 0                    | 0                    | 0                    |                      |                      |
| 2008-2009   | Blues du Collège Dawson | Collégial AA | 21  | 9                | 20               | 29               |                  | 6                | 2 | 11                   | 13                   |                      |                      |                      |
| 2009-2010   | Big Red de Cornell      | NCAA         | 33  | 10               | 22               | 32               | 38               | -                | - | -                    | -                    | -                    |                      |                      |
| 2010-2011   | Big Red de Cornell      | NCAA         | 33  | 5                | 26               | 31               | 14               | -                | - | -                    | -                    | -                    |                      |                      |
| 2011-2012   | Big Red de Cornell      | NCAA         | 33  | 6                | 20               | 26               | 22               | -                | - | -                    | -                    | -                    |                      |                      |
| 2012-2013   | Big Red de Cornell      | NCAA         | 34  | 7                | 20               | 27               | 30               | -                | - | -                    | -                    | -                    |                      |                      |
| 2013-2014   | Canada                  | AMHL         | 17  | 2                | 2                | 4                | 4                | -                | - | -                    | -                    | -                    |                      |                      |
| 2014-2015   | Stars de Montréal       | LCHF         | 20  | 2                | 7                | 9                | 14               | 3                | 0 | 2                    | 2                    | 2                    |                      |                      |
| 2015-2016   | Canadiennes de Montréal | LCHF         | 22  | 2                | 17               | 19               | 10               | 3                | 2 | 1                    | 3                    | 0                    |                      |                      |
| 2016-2017   | Canadiennes de Montréal | LCHF         | 22  | 3                | 4                | 7                | 4                | -                | - | -                    | -                    | -                    |                      |                      |
| 2017-2018   | Canadiennes de Montréal | LCHF         | 2   | 0                | 0                | 0                | 0                | 2                | 0 | 0                    | 0                    | 2                    |                      |                      |
| 2018-2019   | Canadiennes de Montréal | LCHF         | 28  | 2                | 14               | 16               | 16               | 4                | 1 | 3                    | 4                    | 4                    |                      |                      |
| Totaux NCAA | Totaux NCAA             | Totaux NCAA  | 133 | 28               | 88               | 116              | 104              |                  |   |                      |                      |                      |                      |                      |
| Totaux LCHF | Totaux LCHF             | Totaux LCHF  | 100 | 11               | 44               | 55               | 54               | 13               | 2 | 7                    | 9                    | 8                    |                      |                      |

### Au niveau international
| Année | Équipe          | Compétition                   |   | PJ | B | A | Pts | Pun | +/-               |  | Résultat |
| 2008  | Canada - 18 ans | Championnat du monde - 18 ans | 5 | 0  | 4 | 4 | 2   | +12 | Médaille d'argent |  |          |
| 2012  | Canada          | Championnat du monde          | 5 | 1  | 1 | 2 | 2   | +3  | Médaille d'or     |  |          |
| 2013  | Canada          | Championnat du monde          | 5 | 0  | 1 | 1 | 6   | +10 | Médaille d'argent |  |          |
| 2014  | Canada          | Jeux olympiques               | 5 | 0  | 0 | 0 | 6   | +3  | Médaille d'or     |  |          |
| 2015  | Canada          | Championnat du monde          | 5 | 0  | 0 | 0 | 4   | +6  | Médaille d'argent |  |          |
| 2016  | Canada          | Championnat du monde          | 4 | 0  | 1 | 1 | 0   | 0   | Médaille d'argent |  |          |
| 2017  | Canada          | Championnat du monde          | 5 | 0  | 2 | 2 | 0   | +4  | Médaille d'argent |  |          |
| 2018  | Canada          | Jeux olympiques               | 5 | 0  | 0 | 0 | 0   | +4  | Médaille d'argent |  |          |